# Manga
Manga (på kanji 漫画; på hiragana まんが; på katakana マンガ) er det japanske ord for tegneserier. I vesten bruges det normalt kun om japanske tegneserier, men i Japan anvendes det om tegneserier generelt. Manga og dens animerede modstykke anime (tegnefilm) har gennem længere tid været genstand for subkulturer i vesten, specielt USA, og først siden 2000, med udgivelsen af Dragon Ball, begyndt at blive almindeligt tilgængeligt i Danmark.
En person, der laver manga, kaldes mangaka.

## Etymologi
Ordet Manga er opbygget af to kanjier:
- 'man' (漫), "ufrivillig", "underholdende" eller "formålsløs".
- 'ga' (画), "tegning" eller "træsnit".

En bogstavelig oversættelse af ordet på dansk vil enten blive "fri skitse", "hurtig skitse" eller "klodset billede". Ordet er blevet afledt i slutningen af det 18. århundrede, da værker som Mankaku Zuihitsu (1771) af Kankei Suzuki eller Shiji no Yukikai (1798) af Kyoden Santo blev udgivet. I 1814 blev Manga hyakujo af Minwa Aikawa udgivet. Den berømte japanske maler Hokusai kaldte de skitser af ansigter, han havde påbegyndt, Hokusai-manga. Det er navnet på disse værker, som bragte ordet manga til vesten.
I Japan bruges begreberne "Manga" og "Comic" (コミック komikku) som synonymer om alle slags tegneserier, uafhængigt af deres oprindelsesland.

## Historie
Selvom tegnekunsten har været praktiseret længere i Japan, blev betegnelsen manga først populær op gennem 1800-tallet, men på den tid var formen meget forskellig fra moderne manga. Normalt ses Osamu Tezuka som den moderne mangas fader, da han efter 2. verdenskrig tog inspiration fra Walt Disney studierne og udgav bl.a. Astro Boy.
Siden da er mangaens popularitet steget eksplosivt, og i dag er omkring 40 procent af alle tryksager udgivet i Japan manga. Manga læses af unge og ældre og omhandler alt lige fra sport, som er et meget populært manga-emne, til science fiction og romantik. I de vestlige lande er det oftest kvinder, der læser manga, men i Japan forholder det sig omvendt.
Manga-manien har spredt sig til en stor del af verden, især Taiwan, Hong Kong, Sydkorea, Europa og Nordamerika har taget mangaen til sig. Den særlige manga-tegnestil har også fremkaldt mange imitationer i Korea (manhwa), Kina (man hua) og USA (amerimanga).

## Læseretning
I modsætning til dansk og de fleste andre europæiske sprog skrives japansk traditionelt oppefra og ned, fra højre mod venstre, og bøger og mangaer skal læses fra det, som ved en dansk bog ville være bagsiden. Det kan umiddelbart virke noget forvirrende for læsere, der er vant til europæiske og amerikanske tegneserier, og derfor blev serierne tidligere ofte spejlvendt i oversættelsen. Det var dog ikke altid lige heldigt, for sjuskedes der i oversættelsen, blev afbildede ord spejlvendte, ligesom der nogle steder taltes om højre, hvor billedet viste venstre og omvendt. I andre serier forsøgte man sig med ommøblering af de enkelte billeder på siderne, men da disse sjældent ligger pænt i orden som ved europæiske tegneserier, var det en noget besværlig proces.
Begge disse processer er nu generelt droppet, og oversatte mangaer udkommer nu normalt med samme opsætning som originalerne og skal følgelig også læses "bagfra". For at gøre læserne opmærksom på det indsættes gerne en Stop-meddelelse i den ende af mangabindene, hvor man normalt ville begynde for at oplyse, at man her skal begynde i den anden ende.

## Segmentering af det japanske marked samt genrer
I Japan offentliggøres mangaserier hyppigst kapitelvis i blade, som kan være så tykke som telefonbøger. Disse blade udkommer typisk på månedlig eller ugentlig basis. De indeholder typisk dusinvis af 20-40 sider lange kapitler af forskellige serier samt one-shots (afsluttede historier). Nogle sider i bladet er i farver. Disse farvesider fordeles mellem reklamerne i bladet, som er henvendt målgruppen samt en serie. I visse blade som Shonen Jump afgøres længden af mangaserierne af læserne, som stemmer på deres yndlingsserie (eksempelvis Dragon Ball, som var så populær at den først sluttede i 42. bind). Kapitlerne af en serie opsamles i et eller flere bind (tankoubon), hvis serien vurderes at være populær nok. Afhængig af kapitellængde indeholder disse i gråtoner trykte bind fra 4-5 til 10-12 kapitler på hyppigst ca. 200 sider, i det der af hensyn til trykning ofte tilstræbes et sideantal deleligt med 16 eller 32, f.eks. 192. I visse tilfælde har mangakaen ændret nogle detaljer mellem seriens første udgivelse og dens opsamling. En del mangaka supplerer desuden med efterord og diverse bag-om-materiale. De mest populære serier bliver ofte genoptrykt i andre formater, med farver eller nye forsider.
Bladene som manga trykkes i før de samles til bind henvender sig som regel til en bestemt aldersgruppe:
- Josei (女性) til unge kvinder og voksne.
- Kodomo (子供) til børn.
- Seinen (青年) henvendt til unge mænd og voksne.
- Shoujo (少女) henvendt til teenagepiger, følelsesladede manga.
- Shounen (少年) til drenge i teenagealderen.

Man skelner også mellem forskellige genrer:
- Ecchi (Ｈ eller エッチ) - Manga med perverse undertoner, ofte i karakter af fanservice (men ordet ecchi anvendes også for at beskrive erotiske billeder, der stilistisk skal ligne manga).
- Gekiga (劇画) - Navnet på oprørsbevægelsen fra 60erne og 70erne, der begyndte at tage afstand fra Tezuka og hans lærlinges Disney-inspirerede stil (denne mere realistiske stil er langsomt blevet inkorporeret i mainstream manga).
- Harem - Manga hvor en dreng er omgivet af en række piger der er tiltrukket af ham eller omvendt.
- Hentai (変態) - Pornografisk manga med seksuelle scener (I modsætning til ecchi manga. Forskellen mellem ecchi og hentai er at hentai er ren pornografi og ecchi er på grænsen til at være pornografisk).
- Jidaimono (時代物) - Historisk manga.
- Lolicon (ロリコン) - Manga med fokus på mindreårige piger af ofte seksuel karakter.
- Magical girl (魔法少女, Mahou shoujo) - Manga med piger der har eller får magiske evner.
- Mecha - Manga med store robotagtige maskiner.
- Moé (萌え) - Manga, der fokuserer på en følelse eller fetichistisk affektion for en karakter i mangaen.
- Shotacon (ショタコン) - Manga med fokus på mindreårige drenge af ofte seksuel karakter.
- Shoujo-ai (少女愛) -- Følelsesladede romantiske scener mellem kvinder.
- Shounen-ai (少年愛 eller BL) - Følelsesladede romantiske scener mellem mænd.
- Slice of life - Hverdagens oplevelser, typisk mere humoristiske end alvorlige.
- Yaoi (やおい) - Historier om kærlighed mellem to mænd. Genren er henvendt til kvinder (visse scener censureres).
- Yonkoma (四コマ) - Vittige manga i fire striber som er trykt i en lodret retning, modsat tegneseriestriber som er trykt i en vandret retning.
- Yuri (百合) - Historier om kærlighed mellem to kvinder. Genren er henvendt til mænd (visse scener censureres).

Dertil kommer så gængse genrer som eventyr, komedie, krimi, science fiction osv.

## Danske mangaudgivelser
I Danmark holdt manga sit indtog i 2000'erne, hvor en række serier blev udgivet på dansk af Forlaget Carlsen, Egmont Serieforlaget og Mangismo, idet sidstnævntes serier dog efter aftale af 30. november 2007 blev overtaget af Forlaget Carlsen. Samme år blev Carlsen opkøbt af Egmont, og blev derefter sammenlagt med det Egmont-ejede Sesam. Derfor fik Carlsen et påbud fra EU's monopolmyndigheder om at de skulle sælge dele af deres tegneserieproduktion. Dette gjaldt dog ikke mangatitlerne, hvorfor Carlsen fik monopol på udgivelsen af mangaer i Danmark. I praksis blev der dog drosles kraftigt ned på disse, så det ved udgangen af 2012 stort set kun er Naruto, der stadig bliver oversat.
Udgivelsen fra de ovennævnte forlag er alle sket som bind. I November 2010 meldte det danske forlag Alpha Entertainment sig imidlertid på banen med tegneseriemagasinet Comic Party, der også indeholder manga.
Her er en liste over de mangaer, der er blevet udgivet i Danmark:
- Akira
- Astro Boy
- Basara
- Chobits
- Chrono Crusade
- D.N.Angel
- Death Note
- Dragon Ball
- Dragon Ball Z
- Emma
- Ensom Ulv og Hvalp (Lone Wolf and Cub)
- fairy tail
- Full Metal Alchemist
- Ghost in the Shell
- Gravitation
- .hack//Legend of the Twilight (se også .hack)
- Hellsing
- High school DXD
- Inuyasha
- Kajika
- Kare first love
- Love Hina
- Lost and Found. (Udgivet i magasinet Comic Party)
- Lost Heaven (Udgivet i magasinet Comic Party)
- Magic Knight Rayearth
- Manga Love Story
- Mesterdetektiven Conan
- Naruto
- Nekomajin
- Neon Genesis Evangelion
- One Piece
- Princess Ai
- Pri-pri-princess (Udgivet i magasinet Comic Party)
- Ranma ½
- Samurai Deeper Kyo
- Sand Chronicles
- Sand Land
- Shaman King
- The Devil Ororon
- Tokyo Mew Mew
- Vampire Game
- Vampire Knight
- Wasp & Lockbell (Udgivet i magasinet Comic Party)
- Yu-gi-oh
- Yu-gi-oh GX